# Hrušovany nad Jevišovkou
Hrušovany nad Jevišovkou (německy Grußbach) jsou malé město v okrese Znojmo v Jihomoravském kraji, 26 km východně od Znojma, 5 km od hranic s Rakouskem, na řece Jevišovce nedaleko jejího ústí do Dyje. Žije zde přibližně 3 400 obyvatel. Je to jedno z regionálních středisek Dyjsko-svrateckého úvalu, sídlí zde pověřený obecní úřad pro jihovýchodní kout Znojemska.

## Název
Jméno vychází ze starého obyvatelského pojmenování hrušověné ("lidé z hrušového (místa)" nebo "lidé přišlí z Hrušové"). Německé jméno Grusbach (v nejstarších dokladech Gruspan) vzniklo jeho hláskovou úpravou s přikloněním konce slova k Bach ("potok").

## Historie
Nejstarší doklady o existenci obyvatelstva na tomto území pochází z paleolitu. Ze starší doby bronzové (únětická kultura) pochází významná archeologická lokalita – sídliště s trojitým opevněním. Kolem roku 60 n. l., po odchodu Keltů, se zde usadily germánské kmeny. Z přelomu 1. a 2. století pocházejí mince římského vojska. V 5. století tuto oblast obývali Vandalové a Hunové. V období stěhování národů přišli Slované, kteří v 9. století vytvořili Velkomoravskou říši. Roku 1019 byla Morava přidělena knížeti Oldřichovi. Po bojích o území mezi Břetislavem I. a římskoněmeckým císařem Jindřichem III. byla určena hranice českých a rakouských zemí podél řeky Dyje. 28. dubna 1495 byl Hrušovanům nad Jevišovkou králem Vladislavem Jagellonským udělen status městečka. Obec získala právo užívat znak. Po bitvě na Bílé hoře byly Hrušovany prodány císařskému radovi Siegfridu Kryštofu Breunerovi a v letech 1880 až 1945 je vlastnila hrabata z rodu Khuen-Belassi. Dne 1. února 1996 se Hrušovany staly městem.
V letech 1869/1870 byl jižně od městečka vybudován významný železniční uzel. Společnost rakouské Státní dráhy (StEG) zde vedla svoji hlavní trať z Vídně do Brna (Wien-Stadlau – Mistelbach – Laa an der Thaya – Hrušovany nad Jevišovkou – Moravský Krumlov – Střelice u Brna), z níž právě v Hrušovanech odbočovala větev do Znojma a o dva roky později byla zprovozněna také propojka do Břeclavi. Dráha do Vídně, od počátku pomalejší a méně výhodná než starší trať přes Břeclav, ztratila zcela na významu po rozpadu Rakouska-Uherska, a po druhé světové válce byla v přeshraničním úseku Hevlín – Laa an der Thaya přerušena. Roku 2010 byla zastavena i pravidelná doprava na trati do Hevlína. Obnova provozu a propojení do Rakouska je dlouhodobě předmětem politických diskusí.
V letech 1938–1945 byly Hrušovany, etnicky převážně německé, připojeny k nacistické Třetí řiši jako součást župy Dolní Podunají. Po druhé světové válce byli původní obyvatelé města vysídleni.

## Pamětihodnosti
- Empírový trojkřídlý zámek
- Lesní zámeček Emín
- Kostel sv. Štěpána
- Sousoší Nejsvětější Trojice z mramoru je z roku 1711, v roce 1885 bylo obnoveno nákladem afrického cestovatele Dominika Kammla von Hardegger
- Pohřební kaple Khuen-Belassi

## Osobnosti
- Josef Landgraf Fürstenberg (1777–1840), jeden z ředitelů Burgtheateru ve Vídni
- Dominik Kammel von Hardegger (1844–1915), lékař a cestovatel
- Franz Haunsteiner (1798–1861), rakouský politik
- Patrik Reichl (* 1976), český ekonom a manažer
- Silvie Vavřinová (* 1979), umělkyně, https://www.silvievavrinova.com/
- Sára Bejlek (* 2006), česká tenistka
- Petr Málek (1961–2019), český sportovní střelec, stříbrný na Letních olympijských hrách 2000 v Sydney

## Galerie

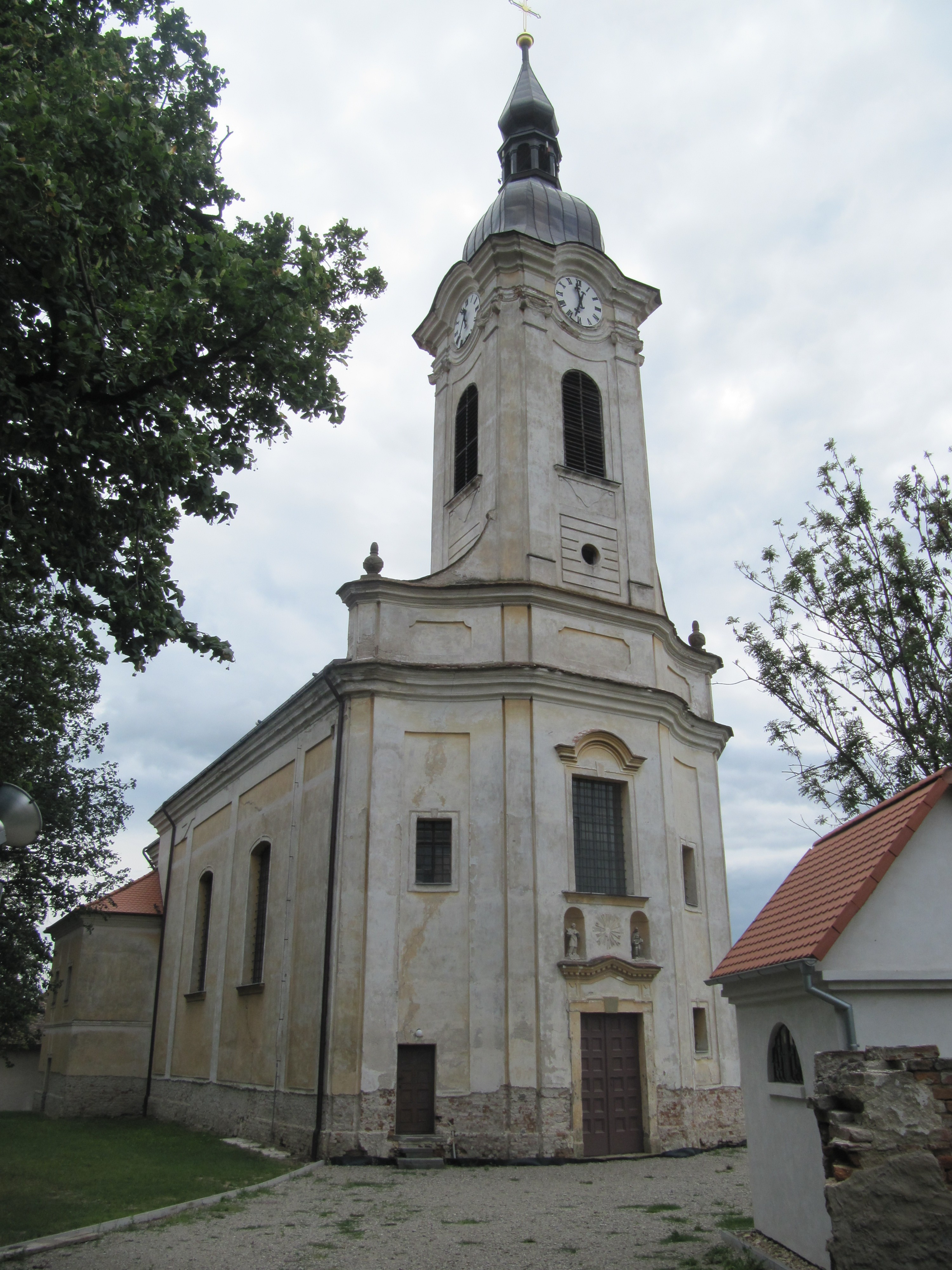
Pozdně barokní kostel sv. Štěpána z roku 1758
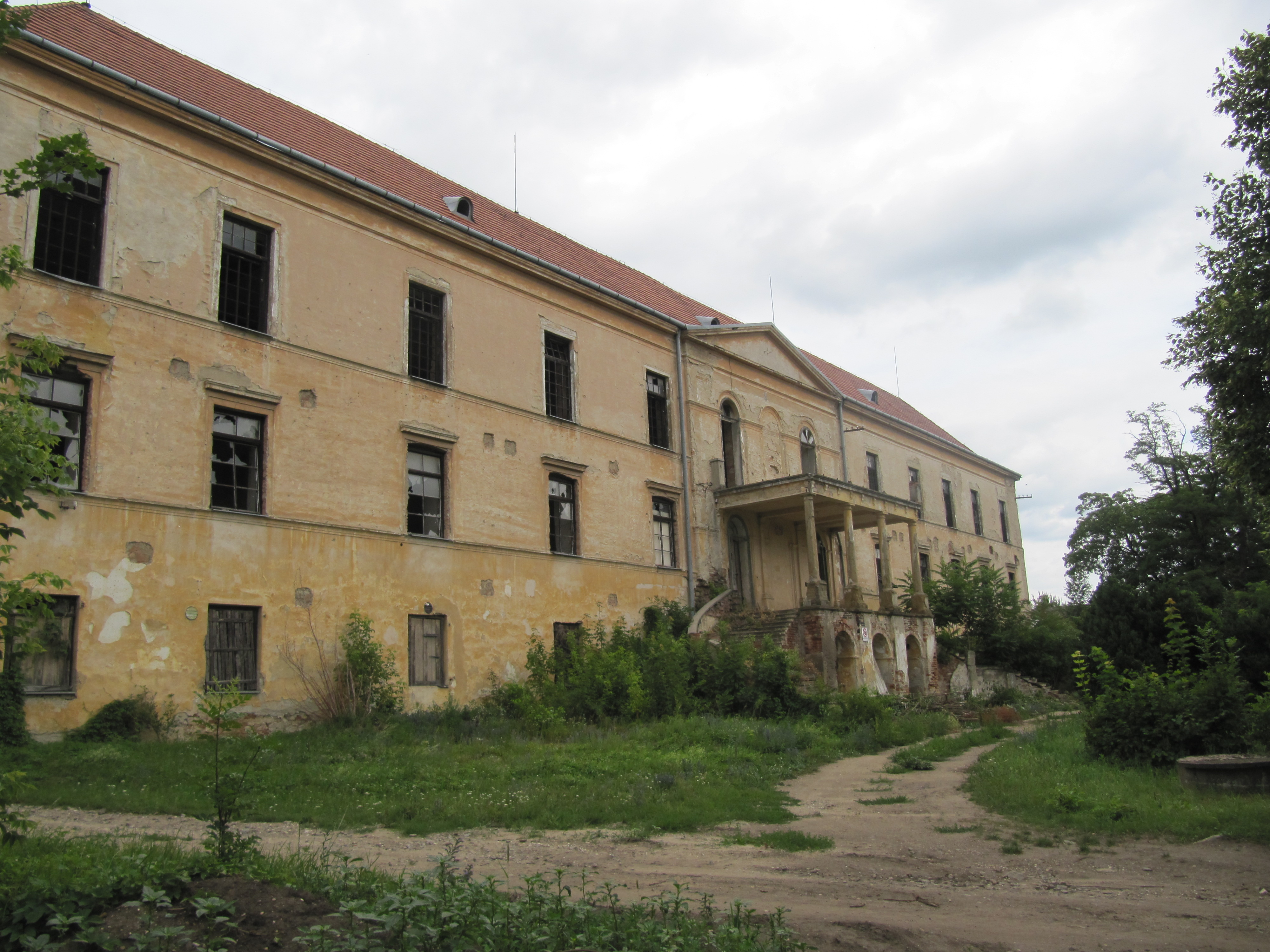
Zdevastovaný zámek
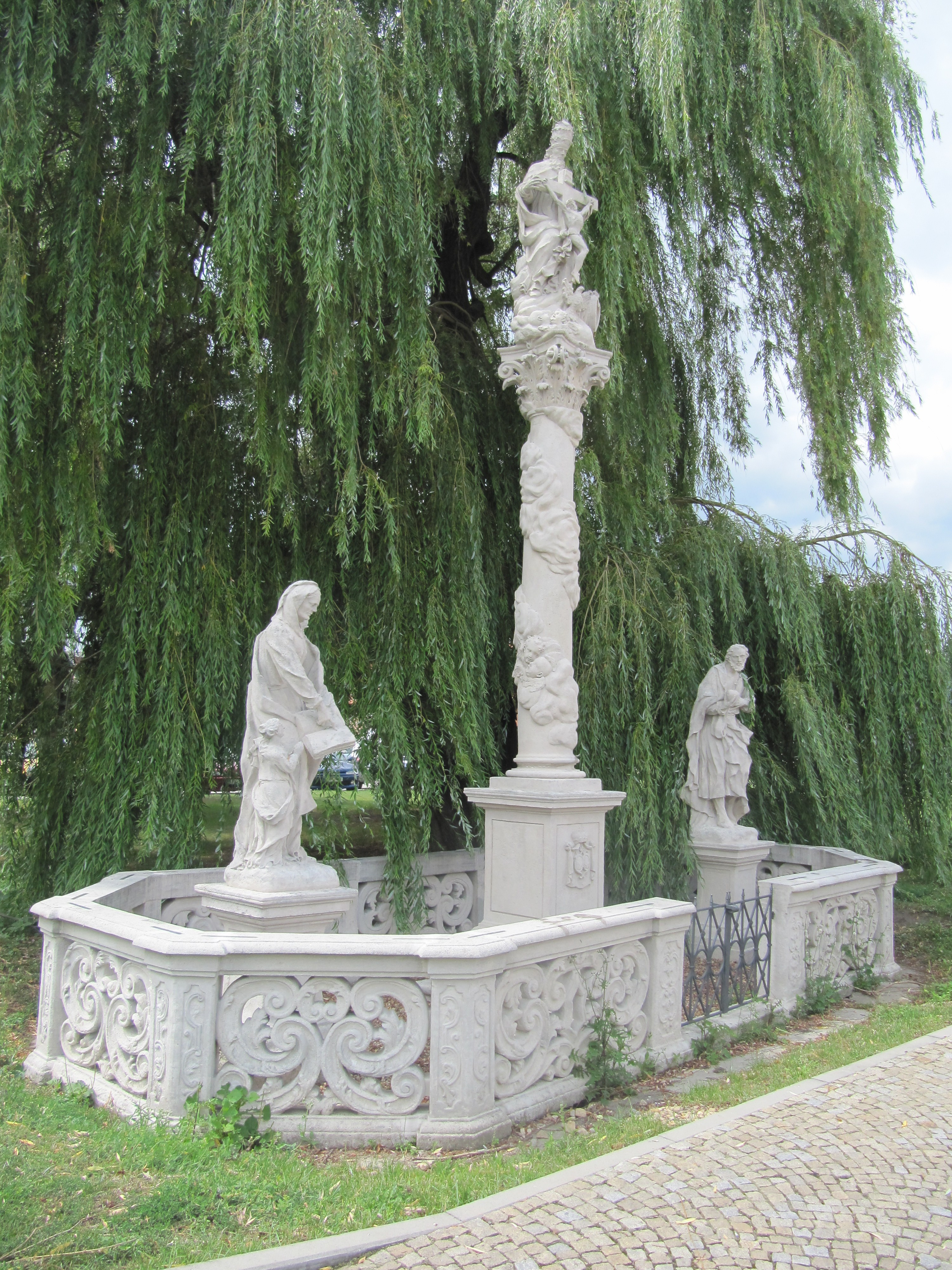
Sousoší Nejsvětější Trojice na náměstí
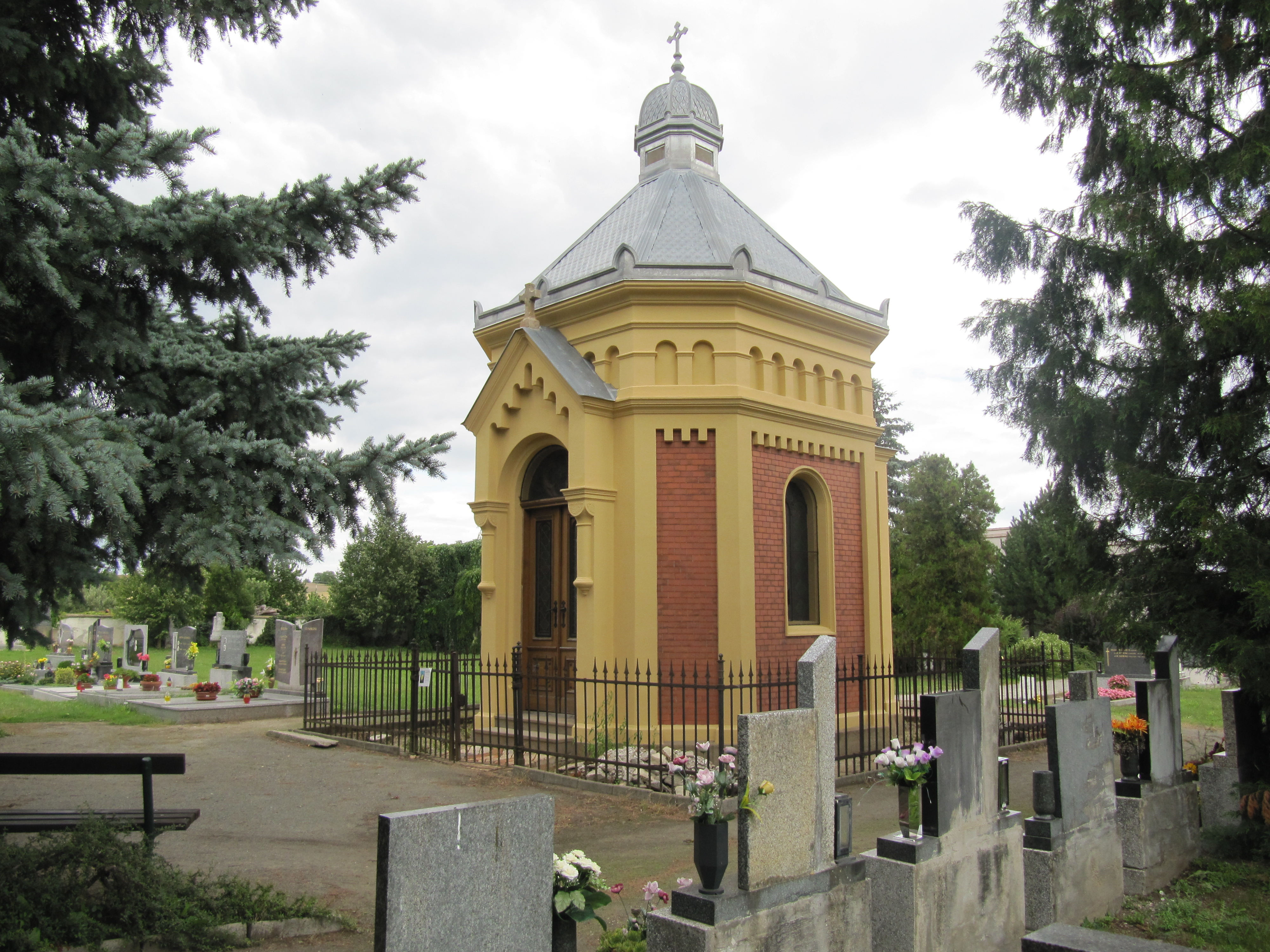
Pohřební kaple Khuen-Belassi
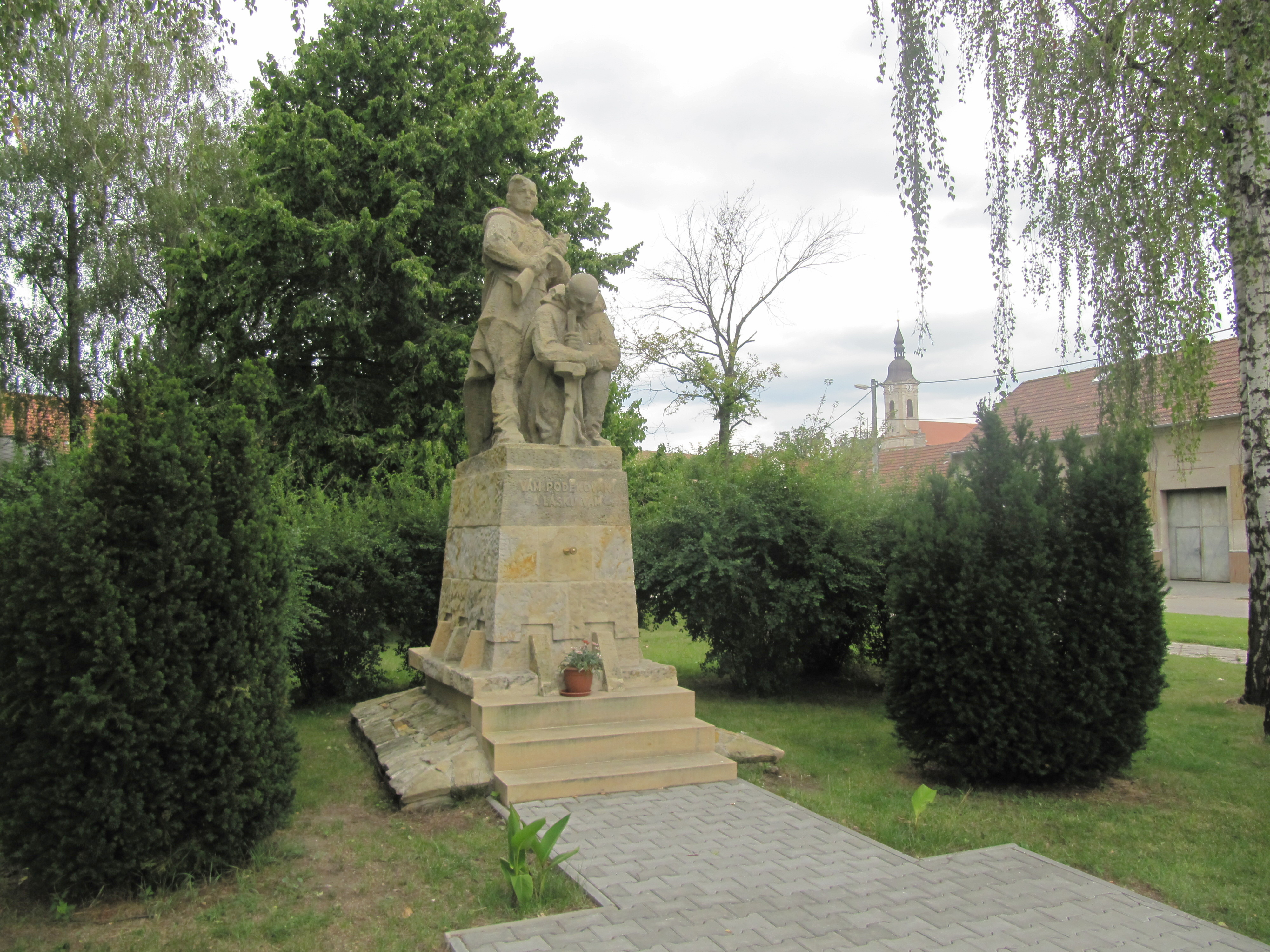
Pomník osvoboditelům
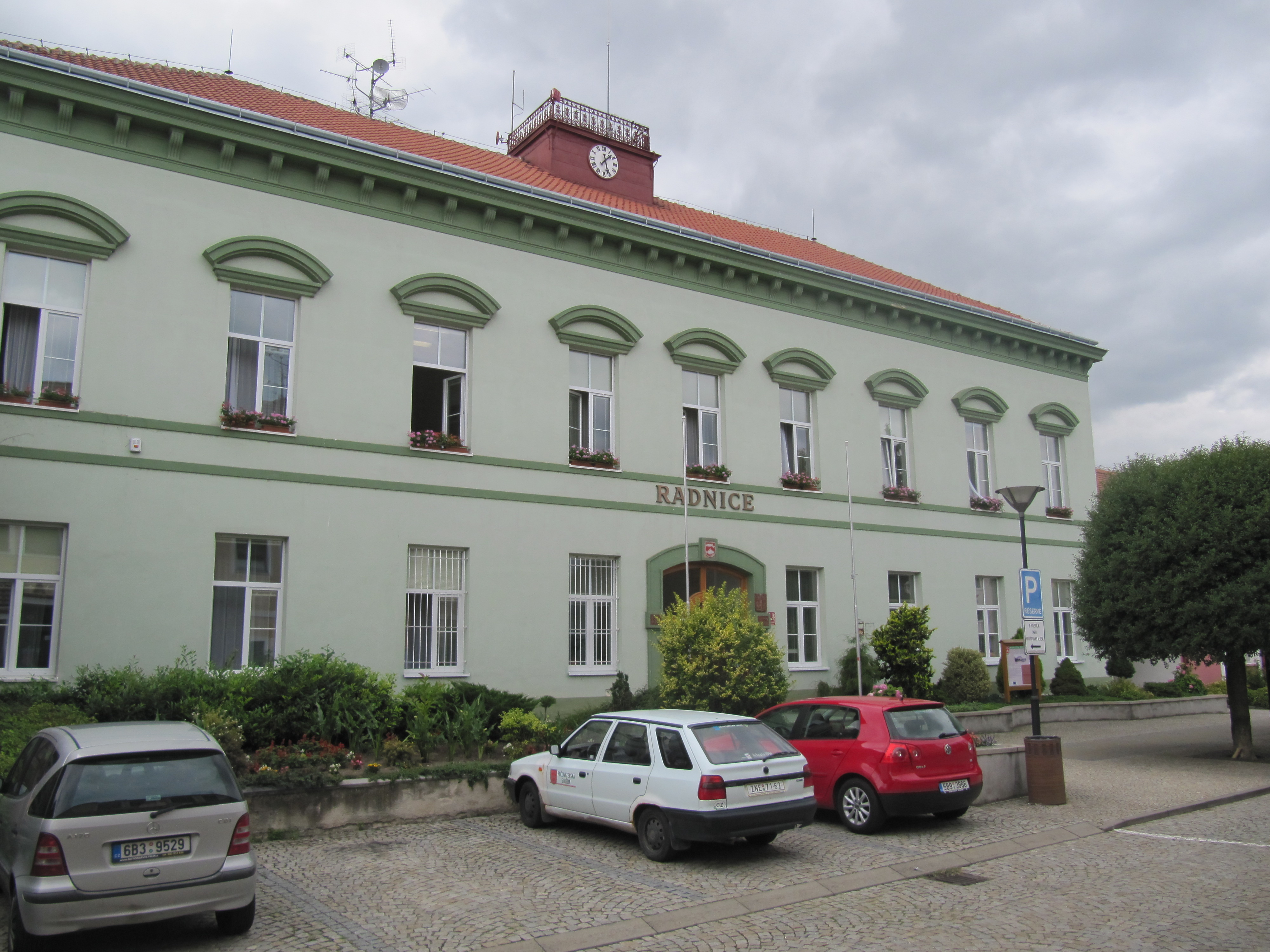
Radnice
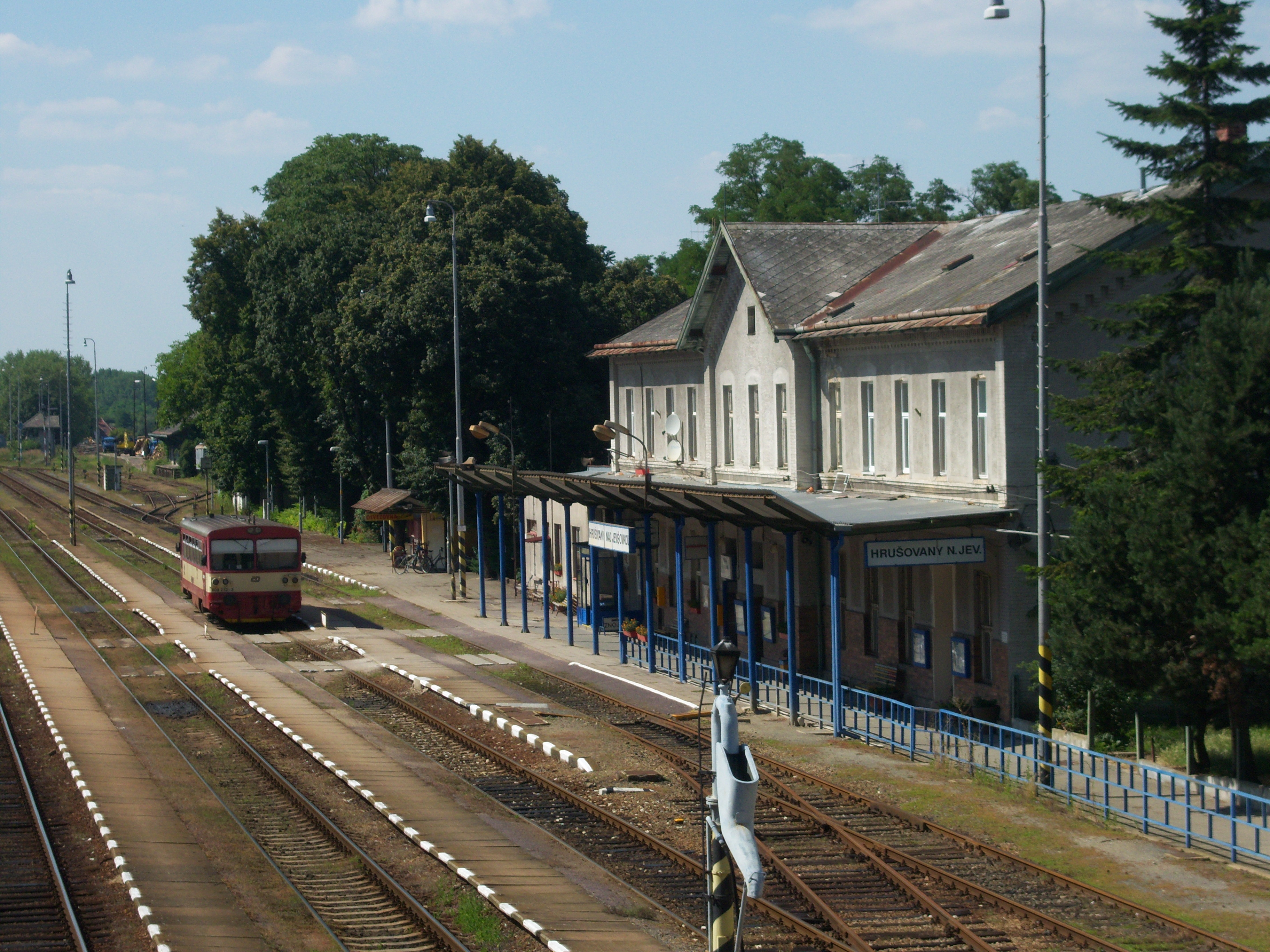
Nádraží

## Doprava
Železniční stanice, do roku 2018 nazývána Hrušovany nad Jevišovkou, je od centra města vzdálena asi 3 km a je podstatně blíže sousední obci Šanov, v jejímž katastrálním území leží. V prosinci 2018 byl navrácen původní název  Hrušovany nad Jevišovkou-Šanov.
Stanice je regionálně významný železniční uzel, kříží se zde celostátní železniční trať Brno – Hrušovany nad Jevišovkou-Šanov s tratí Břeclav – Znojmo a regionální tratí do Hevlína, na níž je ale od r. 2010 zastavena pravidelná osobní doprava. Zbývající tratě jsou zapojeny do integrovaného systému krajské dopravy jako linky S42, resp. S8 (osobní vlaky).
K nádraží jsou vedeny integrované autobusové linky 104 (Brno – Pohořelice – Hevlín – Laa an der Thaya), 174 (do Mikulova) a 822 (do Znojma).
V Hrušovanech se též kříží dvě silnice II. třídy, č. 414 (od Lechovic do Mikulova) a č. 415 (od Pohořelic směr Hevlín a Vídeň – silnice B6).

## Samospráva
V letech 2010 až 2014 byl starostou Miroslav Miloš. Na ustavujícím zasedání zastupitelstva v listopadu 2014 byl opětovně do této funkce zvolen.